# Panorpodes colei
Panorpodes colei is een schorpioenvlieg uit de familie van de Panorpodidae. De wetenschappelijke naam van de soort is voor het eerst geldig gepubliceerd door Byers in 2004.
De soort komt voor in Californië (Verenigde Staten).